# Provinz Recuay
Die Provinz Recuay ist eine der 20 Provinzen, die die Verwaltungsregion Ancash in Peru bilden. In dem 2304,2 km² großen Gebiet lebten im Jahr 2017 17.185 Menschen. Im Jahr 1993 lag die Einwohnerzahl bei 19.234, im Jahr 2007 bei 19.102. Verwaltungssitz ist die Kleinstadt Recuay.

## Geographische Lage
Die Provinz Recuay erstreckt sich über den südlichen Teil des Hochtals Callejón de Huaylas zwischen der Cordillera Negra im Westen und der Cordillera Blanca im Osten. Im Westen liegen die Provinzen Huarmey und Aija, im Norden die Provinz Huaraz, im Osten die Provinz Huari sowie im Süden die Provinz Bolognesi. Im äußersten Süden befindet sich die Laguna Conococha. Dessen Abfluss, der Río Santa durchquert den Ostteil der Provinz in nördlicher Richtung. Im Osten wird die Provinz durch die Cordillera Blanca begrenzt. Die Cordillera Negra durchzieht mittig in NNW-Richtung die Provinz. Das westlich von ihr gelegene Gebiet wird über die Flüsse Río Huarmey, Quebrada Pararin und Río Fortaleza nach Westen zum Pazifik entwässert.

## Gliederung
Die Provinz Recuay besteht aus 10 Distrikten (distritos). Der Distrikt Recuay ist Sitz der Provinzverwaltung.
| Distrikt     | Verwaltungssitz |
| ------------ | --------------- |
| Cátac        | Cátac           |
| Cotaparaco   | Cotaparaco      |
| Huayllapampa | Huayllapampa    |
| Llacllín     | Llacllín        |
| Marca        | Marca           |
| Pampas Chico | Pampas Chico    |
| Pararín      | Pararín         |
| Recuay       | Recuay          |
| Tapacocha    | Tapacocha       |
| Ticapampa    | Ticapampa       |